# Seijūrō Hiko
Seijūrō Hiko XIII (比古 清十郎 十三代?, Hiko Seijūrō Jūsandai) è il maestro di Kenshin Himura nel manga di Nobuhiro Watsuki Kenshin samurai vagabondo. Fa anche una breve, ma significativa apparizione negli OAV Memorie dal Passato e Seisou Hen.

## Storia

### OAV
Il tredicesimo successore della scuola Hiten Mitsurugi - Seijūrō Hiko - salvò il piccolo Shinta da dei briganti che avevano ucciso e saccheggiato i suoi compagni. Hiko si prese cura del piccolo e lo ribattezzò Kenshin (Cuore di Spada), poiché riteneva che Shinta era un nome troppo dolce per essere di un guerriero. Hiko iniziò Kenshin alla tecnica Mitsurugi Hiten per quattro anni. In seguito Hiko abbandonò l'allenamento di Kenshin a causa di un litigio che ebbe col suo allievo. Il giovane Kenshin all'età di 14 anni volle raggiungere la città di Kyoto per combattere il regime dei Tokugawa. Hiko sapeva quanto era forte il suo allievo, ma era anche conscio che data la sua giovane età avrebbe finito con l'unirsi ad una qualche fazione e si sarebbe lasciato sfruttare. Decise così di ritirarsi in solitudine in una foresta di Kyoto e lì intraprendere l'arte della ceramica sotto lo pseudonimo di Niitsu Kakunoshin.

### Manga
Durante gli eventi di Kyoto, Kenshin si mise alla ricerca del suo vecchio maestro e lo ritrovò con l'aiuto degli Oniwabanshu. Lo scopo di Kenshin era quello di apprendere i segreti della scuola Hiten Mitsurugi al fine di sconfiggere Makoto Shishio. Prima di tramandare l'Ougi, cioè il segreto Amakakeru Ryu No Hirameki, Hiko volle constatare lo stato di crescita del suo ex allievo. Chiese informazioni a Kaoru Kamiya riguardo ai quindici anni trascorsi da quando Kenshin lasciò gli allenamenti, e quando seppe che era diventato un samurai vagabondo e che dedicava la sua vita a proteggere le persone per espiare i suoi mali, Hiko non ebbe più dubbi e si decise a tramandare l'ultimo segreto a Kenshin, rischiando addirittura di perdere la vita.
Dopo aver insegnato l'Amakakeru Ryu no Hirameki a Kenshin, Hiko decide anche di aiutare gli Oniwabanshu di Kyoto a sconfiggere Fuji del Juppongatana utilizzando la sua tecnica preferita: il Kuzu Ryu Sen.

### OAV 2
Nell'OAV Seisou Hen, Seijūrō Hiko è intento ad allenare il figlio di Kenshin. Tuttavia Hiko appare come un uomo stanco di vivere e che non ha nessuna intenzione di tramandare la Mitsurugi Hiten Ryu al giovane Kenji. Hiko si rende conto che la tecnica di spada di Hiten Mitsurugi non è efficace per cambiare il mondo e che dunque quell'arte morirà con lui.

## Personalità
Seijūrō Hiko è un tipo decisamente sarcastico, egoista ed estenuante. Spesso si riferisce a Kenshin chiamandolo "Il mio stupido allievo" e spesso mette in discussione il passato di questi per spronarlo ad allenarsi più duramente. Kenshin descrive il suo maestro come una persona "contorta, brusca, misantropa e maleducata; tira in ballo cose talmente imbarazzanti, che persino le persone a cui è successo se ne dimenticano". Malgrado la sua rozzezza esteriore, Hiko ha un profondo senso di responsabilità nei confronti di Kenshin e dei suoi amici. Ama il sakè, se stesso e adora stuzzicare Kenshin in quanto lui è testimone della sua incredibile forza fisica e abilità nel combattimento. Spesso i due hanno dei conflitti molto ridicoli e grossolani. Comunque Hiko è davvero un tipo asociale e piuttosto che avere a che fare con le persone, preferisce fare la vita del vasaio eremita.

## Tecnica
Seijūrō Hiko è lo spadaccino più forte della serie; è persino più abile di Kenshin. Infatti, durante l'allenamento per l'Ougi, Kenshin colpisce con tutta la sua forza e il suo spirito concentrati, e riesce solo a scalfire uno dei bracciali di Hiko. Benché i due sono pari in velocità, Hiko possiede un intuito maggiore in combattimento ed una forza sovrumana (nascosta e talvolta oppressa, al di sotto della sua cappa) nell'esercitare la tecnica Mitsurugi Hiten di cui padroneggia perfettamente quella che è la sua tecnica preferita, ossia il Kuzu Ryusen.
Dopo quindici anni maestro e allievo si incontrano di nuovo ed è allora che Kenshin completerà il suo addestramento, dovendo superare l'ego e la straordinaria capacità combattiva di Seijūrō Hiko.
Sebbene Hiko abbia 43 anni, ne dimostra poco più di venti. Quando Yahiko e Misao vengono a sapere la sua vera età restano shockati e cominciano a credere che la Mitsurugi Hiten sia una sorta di fonte dell'eterna giovinezza.
Quando Seijūrō Hiko combatte, lo fa sempre al massimo delle sue possibilità sia fisiche che mentali e riesce subito a capire la natura del suo avversario. Secondo Kaoru Kamiya, un maestro di spada del calibro di Hiko, fa della sua arma la sua personale barriera, e qualora qualcuno oltrepassasse quella barriera sarebbe subito attaccato e sconfitto da Hiko.
La cappa di Hiko, invece, non solo è un segno distintivo per tutti i maestri della scuola di Hiten Mitsurugi, ma serve anche a rinforzarlo durante i periodi di pace. Quando non ci sono conflitti alle porte, Hiko resta in allenamento già solo indossando il suo mantello, giacché è composto di un metallo decisamente pesante. Dunque il peso del mantello, che si aggira intorno ai 90 kgf (o 900 N) gli grava sulle spalle e lo costringe a sforzarsi. Questa cappa serve anche a tenere sotto controllo la potenza della tecnica Mitsurugi Hiten nei periodi di pace e nei tafferugli di poco conto. Quando decide di liberare Kenshin dalla sua lotta mentale con l'hitokiri che c'è in lui, Hiko si toglie il mantello e lo attacca scatenando tutta la sua forza.

## Retroscena
L'autore Nobuhiro Watsuki afferma che Seijūrō Hiko è come una sorta di Jolly, nel senso che essendo dotato di una forza sovrumana, trova difficile posizionarlo in maniera fissa e quindi viene chiamato in causa di rado e solo quando vi è necessità. Watsuki afferma di non essersi ispirato a nessuno dal punto di vista del carattere, gli è balenata in mente la figura del "maestro" di Kenshin ed è nato un uomo virile e muscoloso che ama bere il sakè, ma che non è un ubriacone. L'attuale Seijūrō Hiko prende ispirazione dal punto di vista del disegno da quello visto in Luna crescente nell'era delle guerre, solo che quello attuale ha un taglio di capelli meno sofisticato, per velocizzare il disegno. Watsuki ci tiene, inoltre, a specificare che non c'è nessun legame di parentela tra i due Hiko, ma dato che la tecnica Hiten Mitsurugi si tramanda per successione e non per parentela, può darsi che il Seijūrō Hiko dell'episodio completo sia uno dei primi successori della scuola. Per quanto riguarda il mantello, Watsuki si è ispirato a Spawn di Todd McFarlane e a Moriya Minakata, personaggio di The Last Blade.

## Significato del nome
(Seijūrō Hiko XIII)
Il vero nome di Seijūrō Hiko non viene mai menzionato. Quello che usa è uno pseudonimo o meglio un titolo: si diventa Seijūrō Hiko quando si apprendono tutti i segreti dello stile Hiten Mitsurugi e quando si uccide il proprio maestro. Hiko Seijūrō è il nome del fondatore della tecnica di spada arcaica risalente all'era delle guerre e dal suo primo allievo in poi il nome si è tramandato. Anche Kenshin, quando ha appreso l'Ougi avrebbe dovuto uccidere il maestro, ma dato che usava la sakabato non ha tolto la vita ad Hiko. Infine Kenshin rifiuta di diventare Seijūrō Hiko XIV e di indossare il mantello. Perciò Seijūrō Hiko XIII sarà l'ultimo ad essere conosciuto con quel nome.